# Cantonul Tarascon
Cantonul Tarascon este un canton din arondismentul Arles, departamentul Bouches-du-Rhône, regiunea Provence-Alpes-Côte d'Azur, Franța.

## Comune
- Boulbon
- Mas-Blanc-des-Alpilles
- Saint-Étienne-du-Grès
- Saint-Pierre-de-Mézoargues
- Tarascon (reședință)